# Liste der Richter am Obersten Gerichtshof von Kanada
Diese Liste führt sämtliche Richter am Obersten Gerichtshof von Kanada auf. Sie sind in der Reihenfolge sortiert, in der sie ihr Amt antraten.
| #  | Name                         | Provinz                  | Nominiert von (Premierminister) | Amtszeit                                | Amtszeit als Vorsitzender             |
| -- | ---------------------------- | ------------------------ | ------------------------------- | --------------------------------------- | ------------------------------------- |
| 1  | William Buell Richards       | Ontario                  | Mackenzie                       | 30. September 1875 – 10. Januar 1879    | 30. September 1875 – 10. Januar 1879  |
| 2  | William Johnstone Ritchie    | New Brunswick            | Mackenzie                       | 30. September 1875 – 25. September 1892 | 11. Januar 1879 – 25. September 1892  |
| 3  | Samuel Henry Strong          | Ontario                  | Mackenzie                       | 30. September 1875 – 18. November 1902  | 13. Dezember 1892 – 18. November 1902 |
| 4  | Jean-Thomas Taschereau       | Québec                   | Mackenzie                       | 30. September 1875 – 6. Oktober 1878    | –                                     |
| 5  | Télesphore Fournier          | Québec                   | Mackenzie                       | 30. September 1875 – 12. September 1895 | –                                     |
| 6  | William Alexander Henry      | Nova Scotia              | Mackenzie                       | 30. September 1875 – 3. Mai 1888        | –                                     |
| 7  | Henri-Elzéar Taschereau      | Québec                   | Mackenzie                       | 7. Oktober 1878 – 2. Mai 1906           | 21. November 1902 – 2. Mai 1906       |
| 8  | John Wellington Gwynne       | Ontario                  | Macdonald                       | 14. Januar 1879 – 7. Januar 1902        | –                                     |
| 9  | Christopher Salmon Patterson | Ontario                  | Macdonald                       | 27. Oktober 1888 – 24. Juli 1893        | –                                     |
| 10 | Robert Sedgewick             | Nova Scotia              | Thompson                        | 18. Februar 1893 – 4. August 1906       | –                                     |
| 11 | George Edwin King            | New Brunswick            | Thompson                        | 21. September 1893 – 8. Mai 1901        | –                                     |
| 12 | Désiré Girouard              | Québec                   | Bowell                          | 28. September 1895 – 22. März 1911      | –                                     |
| 13 | Louis Henry Davies           | Prince Edward Island     | Laurier                         | 25. September 1901 – 1. Mai 1924        | 23. November 1918 – 1. Mai 1924       |
| 14 | David Mills                  | Ontario                  | Laurier                         | 8. Februar 1902 – 8. Mai 1903           | –                                     |
| 15 | John Douglas Armour          | Ontario                  | Laurier                         | 21. November 1902 – 11. Juli 1903       | –                                     |
| 16 | Wallace Nesbitt              | Ontario                  | Laurier                         | 16. Mai 1903 – 4. Oktober 1905          | –                                     |
| 17 | Albert Clements Killam       | Manitoba                 | Laurier                         | 8. August 1903 – 6. Februar 1905        | –                                     |
| 18 | John Idington                | Ontario                  | Laurier                         | 10. Februar 1905 – 31. März 1927        | –                                     |
| 19 | James Maclennan              | Ontario                  | Laurier                         | 5. Oktober 1905 – 13. Februar 1909      | –                                     |
| 20 | Charles Fitzpatrick          | Québec                   | Laurier                         | 4. Juni 1906 – 21. November 1918        | 4. Juni 1906 – 21. November 1918      |
| 21 | Lyman Poore Duff             | British Columbia         | Laurier                         | 27. September 1906 – 2. Januar 1944     | 17. März 1933 – 2. Januar 1944        |
| 22 | Francis Alexander Anglin     | Ontario                  | Laurier                         | 23. Februar 1909 – 28. Februar 1933     | 16. September 1924 – 28. Februar 1933 |
| 23 | Louis-Philippe Brodeur       | Québec                   | Laurier                         | 11. August 1911 – 10. Oktober 1923      | –                                     |
| 24 | Pierre-Basile Mignault       | Québec                   | Borden                          | 25. Oktober 1918 – 30. September 1929   | –                                     |
| 25 | Arthur Malouin               | Québec                   | King                            | 30. Januar 1924 – 1. Oktober 1924       | –                                     |
| 26 | Edmund Leslie Newcombe       | Nova Scotia              | King                            | 16. September 1924 – 9. Dezember 1931   | –                                     |
| 27 | Thibaudeau Rinfret           | Québec                   | King                            | 1. Oktober 1924 – 22. Juni 1954         | 8. Juni 1944 – 22. Juni 1954          |
| 28 | John Henderson Lamont        | Saskatchewan             | King                            | 2. April 1927 – 10. März 1936           | –                                     |
| 29 | Robert Smith                 | Ontario                  | King                            | 18. Mai 1927 – 7. Dezember 1933         | –                                     |
| 30 | Lawrence Cannon              | Québec                   | King                            | 14. Januar 1930 – 25. Dezember 1939     | –                                     |
| 31 | Oswald Smith Crocket         | New Brunswick            | Bennett                         | 21. September 1932 – 13. April 1943     | –                                     |
| 32 | Frank Joseph Hughes          | Ontario                  | Bennett                         | 17. März 1933 – 13. Februar 1935        | –                                     |
| 33 | Henry Hague Davis            | Ontario                  | Bennett                         | 31. Januar 1935 – 30. Juni 1944         | –                                     |
| 34 | Patrick Kerwin               | Ontario                  | Bennett                         | 20. Juli 1935 – 2. Februar 1963         | 1. Juli 1954 – 2. Februar 1963        |
| 35 | Albert Hudson                | Manitoba                 | King                            | 24. März 1936 – 6. Januar 1947          | –                                     |
| 36 | Robert Taschereau            | Québec                   | King                            | 9. Februar 1940 – 1. September 1967     | 22. April 1963 – 1. September 1967    |
| 37 | Ivan Rand                    | New Brunswick            | King                            | 22. April 1943 – 27. April 1959         | –                                     |
| 38 | Roy Kellock                  | Ontario                  | King                            | 3. Oktober 1944 – 15. Januar 1958       | –                                     |
| 39 | James Wilfred Estey          | Saskatchewan             | King                            | 6. Oktober 1944 – 22. Januar 1956       | –                                     |
| 40 | Charles Holland Locke        | British Columbia         | King                            | 3. April 1947 – 16. September 1962      | –                                     |
| 41 | John Robert Cartwright       | Ontario                  | Saint-Laurent                   | 22. Dezember 1949 – 23. März 1970       | 1. September 1967 – 23. März 1970     |
| 42 | Gérald Fauteux               | Québec                   | Saint-Laurent                   | 22. Dezember 1949 – 23. Dezember 1973   | 23. März 1970 – 23. Dezember 1973     |
| 43 | Douglas Abbott               | Québec                   | Saint-Laurent                   | 1. Juli 1954 – 23. Dezember 1973        | –                                     |
| 44 | Henry Grattan Nolan          | Alberta                  | Saint-Laurent                   | 1. März 1956 – 8. Juli 1957             | –                                     |
| 45 | Ronald Martland              | Alberta                  | Diefenbaker                     | 15. Januar 1958 – 10. Februar 1982      | –                                     |
| 46 | Wilfred Judson               | Ontario                  | Diefenbaker                     | 5. Februar 1958 – 20. Juli 1977         | –                                     |
| 47 | Roland Ritchie               | Nova Scotia              | Diefenbaker                     | 5. Mai 1959 – 31. Oktober 1984          | –                                     |
| 48 | Emmett Matthew Hall          | Saskatchewan             | Diefenbaker                     | 23. November 1962 – 1. März 1973        | –                                     |
| 49 | Wishart Spence               | Ontario                  | Pearson                         | 30. Mai 1963 – 29. Dezember 1978        | –                                     |
| 50 | Louis-Philippe Pigeon        | Québec                   | Pearson                         | 21. September 1967 – 8. Februar 1980    | –                                     |
| 51 | Bora Laskin                  | Ontario                  | P. E. Trudeau                   | 19. März 1970 – 26. März 1984           | 27. Dezember 1973 – 26. März 1984     |
| 52 | Brian Dickson                | Saskatchewan             | P. E. Trudeau                   | 26. März 1973 – 30. Juni 1990           | 18. April 1984 – 30. Juni 1990        |
| 53 | Jean Beetz                   | Québec                   | P. E. Trudeau                   | 1. Januar 1974 – 10. November 1988      | –                                     |
| 54 | Louis-Philippe de Grandpré   | Québec                   | P. E. Trudeau                   | 1. Januar 1974 – 1. Oktober 1977        | –                                     |
| 55 | Willard Estey                | Ontario                  | P. E. Trudeau                   | 29. September 1977 – 22. April 1988     | –                                     |
| 56 | Yves Pratte                  | Québec                   | P. E. Trudeau                   | 1. Oktober 1977 – 30. Juni 1979         | –                                     |
| 57 | William McIntyre             | British Columbia         | P. E. Trudeau                   | 1. Januar 1979 – 15. Februar 1989       | –                                     |
| 58 | Julien Chouinard             | Québec                   | Clark                           | 24. September 1979 – 6. Februar 1987    | –                                     |
| 59 | Antonio Lamer                | Québec                   | P. E. Trudeau                   | 28. März 1980 – 6. Januar 2000          | 1. Juli 1990 – 6. Januar 2000         |
| 60 | Bertha Wilson                | Ontario                  | P. E. Trudeau                   | 4. März 1982 – 4. Januar 1991           | –                                     |
| 61 | Gerald Le Dain               | Ontario                  | P. E. Trudeau                   | 29. Mai 1984 – 30. November 1988        | –                                     |
| 62 | Gérard La Forest             | New Brunswick            | Mulroney                        | 16. Januar 1985 – 30. September 1997    | –                                     |
| 63 | Claire L'Heureux-Dubé        | Québec                   | Mulroney                        | 15. April 1987 – 1. Juli 2002           | –                                     |
| 64 | John Sopinka                 | Saskatchewan             | Mulroney                        | 24. Mai 1988 – 24. November 1997        | –                                     |
| 65 | Charles Gonthier             | Québec                   | Mulroney                        | 1. Februar 1989 – 1. August 2003        | –                                     |
| 66 | Peter Cory                   | Ontario                  | Mulroney                        | 1. Februar 1989 – 1. Juni 1999          | –                                     |
| 67 | Beverley McLachlin           | British Columbia         | Mulroney                        | 30. März 1989 – 14. Dezember 2017       | 7. Januar 2000 – 14. Dezember 2017    |
| 68 | William Stevenson            | Alberta                  | Mulroney                        | 17. September 1990 – 5. Juni 1992       | –                                     |
| 69 | Frank Iacobucci              | Ontario                  | Mulroney                        | 7. Januar 1991 – 30. Juni 2004          | –                                     |
| 70 | John C. Major                | Alberta                  | Mulroney                        | 13. November 1992 – 25. Dezember 2005   | –                                     |
| 71 | Michel Bastarache            | New Brunswick            | Chrétien                        | 30. September 1997 – 30. Juni 2008      | –                                     |
| 72 | Ian Binnie                   | Ontario                  | Chrétien                        | 8. Januar 1998 – 21. Oktober 2011       | –                                     |
| 73 | Louise Arbour                | Ontario                  | Chrétien                        | 15. September 1999 – 30. Juni 2004      | –                                     |
| 74 | Louis LeBel                  | Québec                   | Chrétien                        | 7. Januar 2000 – 30. November 2014      | –                                     |
| 75 | Marie Deschamps              | Québec                   | Chrétien                        | 7. August 2002 – 7. August 2012         | –                                     |
| 76 | Morris Fish                  | Québec                   | Chrétien                        | 5. August 2003 – 31. August 2013        | –                                     |
| 77 | Rosalie Abella               | Ontario                  | Martin                          | 4. Oktober 2004 – 1. Juli 2021          | –                                     |
| 78 | Louise Charron               | Ontario                  | Martin                          | 4. Oktober 2004 – 30. August 2011       | –                                     |
| 79 | Marshall Rothstein           | Manitoba                 | Harper                          | 1. März 2006 – 31. August 2015          | –                                     |
| 80 | Thomas Cromwell              | Nova Scotia              | Harper                          | 22. Dezember 2008 – 1. September 2016   | –                                     |
| 81 | Michael Moldaver             | Ontario                  | Harper                          | 21. Oktober 2011 – heute                | –                                     |
| 82 | Andromache Karakatsanis      | Ontario                  | Harper                          | 21. Oktober 2011 – heute                | –                                     |
| 83 | Richard Wagner               | Québec                   | Harper                          | 5. Oktober 2012 – heute                 | 18. Dezember 2017 – heute             |
| 84 | Clément Gascon               | Québec                   | Harper                          | 9. Juni 2014 – 15. September 2019       | –                                     |
| 85 | Suzanne Côté                 | Québec                   | Harper                          | 1. Dezember 2014 – heute                | –                                     |
| 86 | Russell Brown                | Alberta                  | Harper                          | 31. August 2015 – heute                 | –                                     |
| 87 | Malcolm Rowe                 | Neufundland und Labrador | J. Trudeau                      | 28. Oktober 2016 – heute                | –                                     |
| 88 | Sheilah Martin               | Alberta                  | J. Trudeau                      | 18. Dezember 2017 – heute               | –                                     |
| 89 | Nicholas Kasirer             | Québec                   | J. Trudeau                      | 16. September 2019 – heute              | –                                     |
| 90 | Mahmud Jamal                 | Ontario                  | J. Trudeau                      | 1. Juli 2021 – heute                    | –                                     |